# Rejectaria lactiferalis
Rejectaria lactiferalis är en fjärilsart som beskrevs av George Francis Hampson. Rejectaria lactiferalis ingår i släktet Rejectaria och familjen nattflyn. Inga underarter finns listade.